# Yết-ma
Yết-ma (zh. jiémó 羯磨, ja. katsuma) là từ phiên âm chữ karma trong tiếng Phạn, có nghĩa là Nghiệp, việc làm, hành vi (nghiệp 業, tác 作, sự 事), nhưng khi dùng cách phiên âm này có nghĩa như sau:
1. Là nghi thức mà giới tử phát nguyện để thụ trì giới;
2. Là nghi thức tăng sĩ sám hối về giới luật mình đã phạm;
3. Tiến trình nghi thức được cử hành bởi chư tăng có thẩm quyền (để giải quyết những vấn đề có liên quan đến sự tu tập của tăng chúng). Trong 3 nghĩa nêu trên, yết-ma thường là thuật ngữ chuyên môn được dùng trong Luật tông;
4. Viết tắt một thuật ngữ chuyên môn của Mật tông là Yết-ma kim cương (zh. 羯磨金剛).